# Champagney (Jura)
Champagney ist eine französische Gemeinde im Département Jura in der Region Bourgogne-Franche-Comté. Sie gehört zum Arrondissement Dole und zum Kanton Authume. Die Nachbargemeinden sind Cléry (Département Côte-d’Or) und Mutigney im Norden, Dammartin-Marpain und Montmirey-le-Château im Osten, Pointre im Süden, Soissons-sur-Nacey und Vielverge (beide im Département Côte-d’Or) im Westen sowie Perrigny-sur-l’Ognon (Département Côte-d’Or) im Nordwesten.

## Bevölkerungsentwicklung
| Jahr                       | 1962 | 1968 | 1975 | 1982 | 1990 | 1999 | 2006 | 2013 |
| -------------------------- | ---- | ---- | ---- | ---- | ---- | ---- | ---- | ---- |
| Einwohner                  | 263  | 240  | 220  | 205  | 203  | 216  | 305  | 458  |
| Quellen: Cassini und INSEE |      |      |      |      |      |      |      |      |